# Richard Lydekker
Richard Lydekker (Londra, 25 luglio 1849 – Harpenden, 16 aprile 1915) è stato un naturalista, geologo e paleontologo inglese, autore di numerosi libri di storia naturale.

## Biografia
Dal 27 aprile 1867 studiò al Trinity College di Cambridge, dove nel 1872 si diplomò in Scienze Naturali.
Nel 1874 divenne membro della Geological Survey of India e tra il medesimo anno e il 1882 intraprese studi sulla paleontologia dei vertebrati dell'India settentrionale (in particolare del Kashmir); successivamente effettuò esplorazioni anche in Argentina.
Nel 1882, si sposò con Lucy Marianne Davys, figlia maggiore del Reverendo Canonico Owen William Davys di Wheathampstead (Hertfordshire).
Fu Curatore della sezione di Paleontologia del British Museum e, successivamente, del Natural History Museum dal 1882 al 1896. In tale ruolo fu responsabile della catalogazione e dell'illustrazione dei fossili di mammiferi, rettili e uccelli.

## Linea di Lydekker

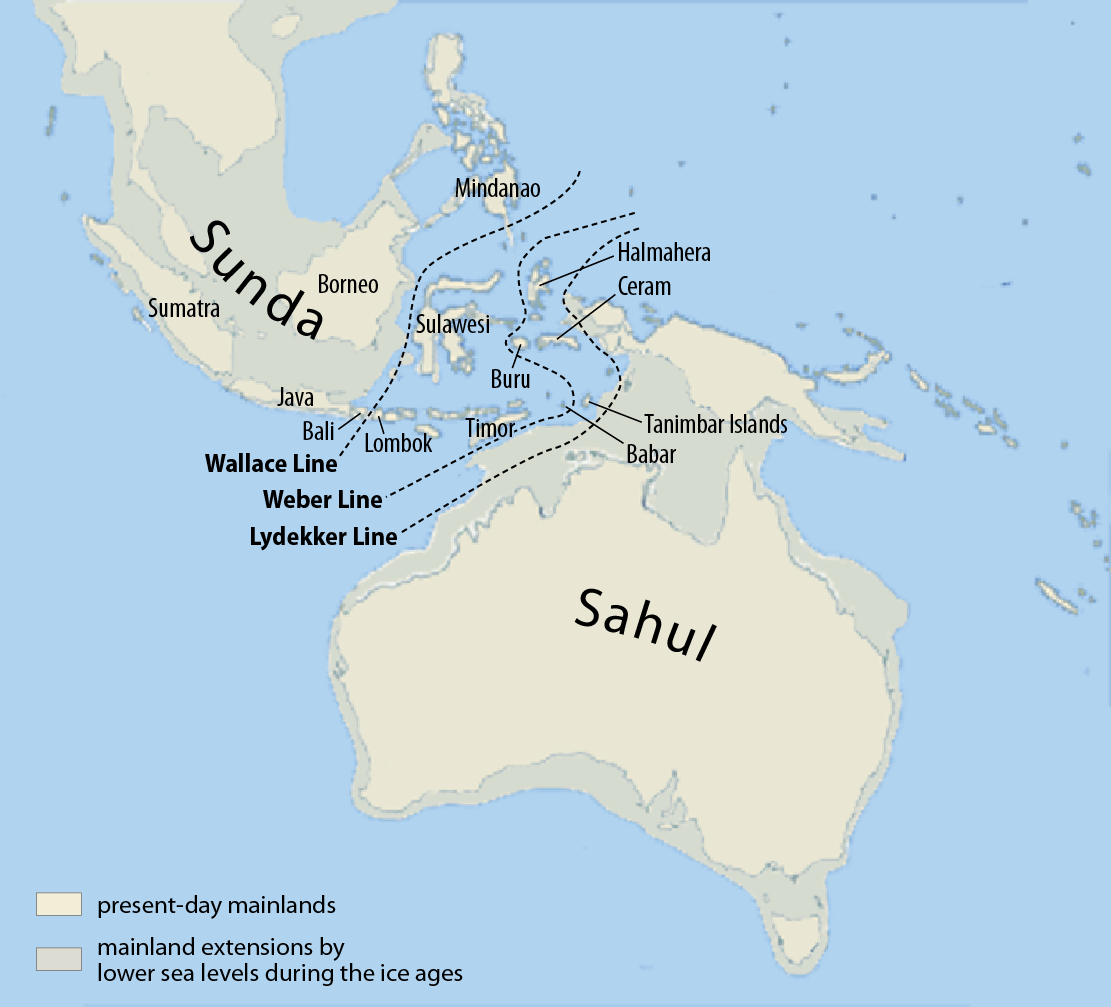
Mappa che mostra la linea di Lydekker in relazione a quelle di Wallace e Weber, come pure la probabile estensione delle terre emerse all'epoca dell'Ultimo massimo glaciale, quando il livello del mare era di oltre 110 m inferiore all'attuale.

Mappa delle placche terrestri - la linea di Lydekker coincide con il confine tra placca Australiana ed Asiatica

Lydekker fu anche un'autorità nel campo della biogeografia. Nel 1895 delineò il confine biogeografico passante per l'Indonesia, noto come linea di Lydekker, che separa la Wallacea, a ovest, dall'Australia-Nuova Guinea, ad est.
Tale linea è comunemente considerata il confine tra l'Asia e l'Oceania, anche perché separa la placca australiana dalla placca euroasiatica ed è dunque rilevante anche dal punto di vista geologico. Inoltre, la linea di Lydekker corrisponde anche al limite della piattaforma continentale australiana.

## Membro di associazioni
Lydekker fu membro delle seguenti associazioni:
- Fellow of the Zoological Society of London (F.Z.S. - Membro della Zoological Society of London) dal 1880;
- Fellow of the Geological Society of London (F.G.S. - Membro della Geological Society of London) dal 1883;
- Fellow of the Royal Society (F.R.S.) - Membro della Royal Society) dal 1894.

Fu, inoltre, socio straniero dell'Accademia dei Lincei (1903).

## Opere
Tra i suoi libri si ricordano:
- Geology of Kashmir
- Indian Tertiary Vertebrata
- A Manual of Palaeontology (con Henry Alleyne Nicholson), in 2 volumi, 1889
- Phases of Animal Life, 1892
- The Great and Small Game of Europe
- Catalogues of Fossil Mammals, Reptiles and Birds in the British Museum
- The Wild Animals of India, Burma, Malaya, and Tibet, 1900
- The Royal Natural History[3] (con W. H. Flower, in 12 volumi, 1894-1896
- Library of Natural History, Saalfield, New York, 1904 (riedizione del precedente The Royal Natural History)
- Sportsman's British Bird Book, 1908

Inoltre, contribuì alla undicesima edizione dell'Encyclopædia Britannica.